# Regional Preferente de La Rioja 2019-20
La temporada 2019-20 de Regional Preferente de La Rioja de fútbol comenzó el 7 de septiembre de 2019. Durante esta campaña era el quinto y último nivel de las Ligas de fútbol de España para los clubes de La Rioja, por debajo de la Tercera División de España.

## Sistema de competición
Un único grupo con los 17 equipos se enfrentarían a doble vuelta, una vez en casa y otra en el campo del equipo rival, todos contra todos.
Los equipos que se clasificaron en los dos primeros puestos ascendieron directamente a Tercera División, exceptuando filiales que ya disponían de un equipo en la categoría inmediatamente superior. Si hubiera alguna vacante más en el grupo XVI de Tercera División ascenderían los siguientes clasificados.
La competición se paró abruptamente el 11 de marzo de 2020, en la jornada 25 debido a la Pandemia de COVID-19  y no volvió a reanudarse, dándose por buena la clasificación hasta ese momento.

## Clasificación[2]
| Pos. | Equipo                     | Pts. | PJ | G  | E | P  | GF | GC | Dif. |                                              |
| ---- | -------------------------- | ---- | -- | -- | - | -- | -- | -- | ---- | -------------------------------------------- |
| 1    | Racing Rioja C. F. (A, C)  | 58   | 23 | 18 | 4 | 1  | 86 | 12 | +74  | Ascenso directo a Tercera                    |
| 2    | C. D. Agoncillo (A)        | 55   | 22 | 18 | 1 | 3  | 53 | 14 | +39  | Ascenso directo a Tercera                    |
| 3    | C. D. Tedeón (A)           | 51   | 22 | 16 | 3 | 3  | 67 | 19 | +48  | Ascenso directo a Tercera                    |
| 4    | C. D. Autol                | 49   | 22 | 16 | 1 | 5  | 66 | 25 | +41  |                                              |
| 5    | C. D. San Marcial          | 43   | 23 | 14 | 1 | 8  | 54 | 41 | +13  |                                              |
| 6    | C. At. River Ebro Promesas | 42   | 23 | 11 | 9 | 3  | 38 | 22 | +16  |                                              |
| 7    | C. F. Rápid de Murillo     | 42   | 22 | 13 | 3 | 6  | 41 | 33 | +8   |                                              |
| 8    | C. Haro Deportivo "B"      | 36   | 21 | 10 | 6 | 5  | 46 | 29 | +17  |                                              |
| 9    | C. D. Varea "B"            | 32   | 23 | 9  | 5 | 9  | 41 | 40 | +1   | El club no compite en la siguiente temporada |
| 10   | C. D. Alfaro "B"           | 26   | 23 | 7  | 5 | 11 | 40 | 49 | −9   |                                              |
| 11   | C. D. Bañuelos             | 26   | 22 | 7  | 5 | 10 | 32 | 48 | −16  |                                              |
| 12   | C. D. Cenicero             | 21   | 23 | 6  | 3 | 14 | 36 | 46 | −10  |                                              |
| 13   | Peña Balsamaiso C. F.      | 17   | 22 | 4  | 5 | 13 | 29 | 49 | −20  |                                              |
| 14   | C. D. Pradejón "B"         | 16   | 23 | 5  | 1 | 17 | 28 | 78 | −50  |                                              |
| 15   | C. D. San Lorenzo          | 11   | 22 | 3  | 2 | 17 | 26 | 62 | −36  |                                              |
| 16   | C. D. Aldeano              | 11   | 23 | 3  | 2 | 18 | 20 | 70 | −50  |                                              |
| 17   | C. P. Calasancio "B"       | 8    | 23 | 2  | 2 | 19 | 26 | 92 | −66  | El club no compite en la siguiente temporada |

 Fuente: Federación Riojana de Fútbol

### Tabla de resultados cruzados
| Local \ Visitante         | RAC | AGO | TED | AUT | SMA | ARI | RAP | HAR | VAR | ALF | BAN | CEN | PEN | PRA | SAN | ALD | CAL |
| ------------------------- | --- | --- | --- | --- | --- | --- | --- | --- | --- | --- | --- | --- | --- | --- | --- | --- | --- |
| Racing Rioja C. F.        | —   |     | 2–0 | 2–3 | 7–0 | 0–0 | 4–1 | 0–0 |     | 6–0 | 9–0 | 8–0 | 2–0 |     |     | 9–0 | 8–2 |
| C. D. Agoncillo           | 1–1 | —   | 1–0 | 2–0 | 1–2 |     |     | 4–0 |     |     | 2–0 |     | 1–0 | 4–0 | 2–1 | 5–0 | 4–2 |
| C. D. Tedeón              |     |     | —   | 2–1 |     | 1–1 | 5–1 | 2–1 | 2–0 | 4–2 | 2–0 | 3–0 | 3–0 |     |     | 8–1 | 6–0 |
| C. D. Autol               |     | 0–3 |     | —   | 0–1 | 0–1 | 2–1 | 2–0 | 4–2 | 5–0 |     | 4–0 |     | 2–1 | 1–0 |     | 3–0 |
| C. D. San Marcial         | 0–1 | 0–1 | 2–1 |     | —   | 2–1 |     | 4–1 |     |     | 2–0 |     | 3–3 | 6–2 | 6–0 | 3–0 | 9–0 |
| C. A. River Ebro Promesas |     | 0–3 |     | 1–1 | 3–0 | —   | 1–1 |     | 2–0 | 1–0 | 4–0 | 1–0 | 1–1 | 1–2 | 4–0 | 3–2 |     |
| C. F. Rápid               | 0–5 | 2–0 | 0–1 |     | 0–2 |     | —   |     | 2–1 | 3–0 | 1–0 | 2–0 |     | 2–1 | 3–0 | 3–2 |     |
| C. Haro Deportivo "B"     |     | 1–0 |     | 2–3 | 7–1 | 1–1 | 1–1 | —   | 1–1 | 1–1 |     | 1–0 |     |     | 4–2 |     | 4–1 |
| C. D. Varea "B"           | 1–4 | 1–2 | 2–2 |     | 3–1 |     | 0–1 |     | —   | 2–0 | 3–3 | 5–4 | 1–3 | 5–1 | 3–1 | 1–0 |     |
| C. D. Alfaro "B"          | 1–2 | 2–3 | 1–6 |     | 3–0 | 0–1 |     |     | 1–1 | —   | 2–2 |     |     | 8–1 | 3–3 | 4–1 | 0–1 |
| C. D. Bañuelos            | 0–4 |     | 0–2 | 2–6 |     | 2–2 | 2–2 | 3–4 | 2–1 |     | —   | 2–1 | 1–0 |     |     | 2–0 | 5–0 |
| C. D. Cenicero            | 1–1 | 0–1 | 0–1 |     | 0–1 | 2–2 | 3–4 |     | 2–3 | 2–3 | 0–0 | —   |     | 6–1 | 1–0 |     |     |
| Peña Balsamaiso C. F.     | 0–3 |     |     | 2–7 |     | 2–3 | 3–4 | 2–2 | 1–1 | 1–4 |     | 0–3 | —   | 1–2 | 2–0 |     | 2–2 |
| C. D. Pradejón "B"        | 1–4 | 1–5 | 3–3 | 0–5 | 2–4 |     |     | 0–4 |     | 2–3 | 0–1 | 1–3 | 3–2 | —   |     | 0–2 | 3–1 |
| C. D. San Lorenzo         | 1–2 | 0–2 | 0–7 | 1–5 | 2–3 |     |     | 0–3 |     | 0–0 | 1–5 |     | 0–1 | 6–0 | —   | 3–1 |     |
| C. D. Aldeano             | 0–2 |     | 1–6 | 0–3 |     | 2–2 | 0–2 | 1–5 | 0–1 |     |     | 0–4 | 3–0 | 0–1 |     | —   | 2–2 |
| C. P. Calasancio "B"      |     | 1–6 |     | 2–9 | 3–2 | 0–2 | 0–5 | 0–3 | 1–3 | 1–2 |     | 2–4 | 0–3 |     | 4–5 | 1–2 | —   |

## Datos y estadísticas

### Récords
| Récords de equipos       | Récords de equipos | Récords de equipos                      | Récords de equipos   | Récords de equipos           | Récords de equipos | Récords de equipos           | Récords de equipos   | Récords de equipos |
| Grupo                    | Fecha              | Equipo/s                                | Local                |                              | Resultado          |                              | Visitante            | Rep.               |
| ------------------------ | ------------------ | --------------------------------------- | -------------------- | ---------------------------- | ------------------ | ---------------------------- | -------------------- | ------------------ |
| Más goles en un partido  | 08-02-2020         | C. P. Calasancio "B" y C. D. Autol (11) | C. P. Calasancio "B" | Bandera de La Rioja (España) | 2 – 9              | Bandera de La Rioja (España) | C. D. Autol          | Jornada 20         |
| Mayor victoria local     | 12-10-2019         | Racing Rioja C. F. (+9)                 | Racing Rioja C. F.   | Bandera de La Rioja (España) | 9 – 0              | Bandera de La Rioja (España) | C. D. Bañuelos       | Jornada 6          |
| Mayor victoria local     | 28-09-2019         | Racing Rioja C. F. (+9)                 | Racing Rioja C. F.   | Bandera de La Rioja (España) | 9 – 0              | Bandera de La Rioja (España) | C. D. Aldeano        | Jornada 4          |
| Mayor victoria local     | 15-02-2020         | C. D. San Marcial (+9)                  | C. D. San Marcial    | Bandera de La Rioja (España) | 9 – 0              | Bandera de La Rioja (España) | C. P. Calasancio "B" | Jornada 21         |
| Mayor victoria visitante | 24-11-2019         | C. D. Tedeón (+7)                       | C. D. San Lorenzo    | Bandera de La Rioja (España) | 0 – 7              | Bandera de La Rioja (España) | C. D. Tedeón         | Jornada 12         |
| Mayor victoria visitante | 08-02-2020         | C. D. Autol (+7)                        | C. P. Calasancio "B" | Bandera de La Rioja (España) | 2 – 9              | Bandera de La Rioja (España) | C. D. Autol          | Jornada 20         |

Fuente: Fútbol Regional.